# Xã Clay, Quận Butler, Pennsylvania
Xã Clay (tiếng Anh: Clay Township) là một xã thuộc quận Butler, tiểu bang Pennsylvania, Hoa Kỳ. Năm 2010, dân số của xã này là 2.703 người.